# Golobina (jama)
Golobina je kraška ponorna vodna jama na severozahodnem delu Loškega polja v bližini naselja Dane. Vanjo se ob visokem vodostaju izteka potok Obrh. Zaradi pogostih poplav Obrha je bil vhod v jamo med letoma 1901 in 1906 umetno razširjen. Golobina je blatna jama, njena raziskana dolžina znaša 850 m, globina pa 45 m. Voda odteka v 2 km oddaljene izvire na jugovzhodnem obrobju Cerkniškega polja. V poletnem času, ko je vodostaj nizek, so možni vodeni ogledi.